# 4919 Vishnevskaya
4919 Vishnevskaya eller 1974 SR1 är en asteroid i huvudbältet som upptäcktes den 19 september 1974 av den ryska astronomen Ljudmila Tjernych vid Krims astrofysiska observatorium på Krim. Den är uppkallad efter den ryska operasångerskan Galina Visjnevskaja.
Asteroiden har en diameter på ungefär 2 kilometer.